# Myriopteris microphylla
Myriopteris microphylla är en kantbräkenväxtart som först beskrevs av Olof Peter Swartz, och fick sitt nu gällande namn av Grusz och Windham. Myriopteris microphylla ingår i släktet Myriopteris och familjen Pteridaceae. Inga underarter finns listade.